# 让·夏尔·莱昂纳尔·德·西斯蒙第
讓·夏爾·萊昂納爾·德·西斯蒙第（法語：Jean Charles Léonard de Sismondi，法語：[ʒɑ̃ ʃaʁl leɔnaʁ də sismɔ̃di]；1773年5月9日—1842年6月25日），真实姓氏为西蒙德（Simonde），是一名历史学家兼政治经济学家，以其關於法國和義大利歷史的著作以及他的經濟思想而聞名。他的《政治经济学新原理：或论财富同人口的关系》（Nouveaux principes d'économie politique, ou de la richesse dans ses rapports avec la population，1819）代表了對自由放任經濟學的第一次自由主義批判。他是失業保險、疾病津貼、累進稅、工作時間規定和養老金計劃的倡導者之一。他也是第一個創造无产阶级（proletariat）一詞來指代資本主義下形成的工人階級的人，他對額外價值（mieux value）的討論先於馬克思主義的剩余价值概念。據加雷思·斯特德曼·琼斯說，「西斯蒙第寫的大部分內容都成為社会主义對現代工業的批判中必備的一部分。」西斯蒙第被认为是小资产阶级社会主义的代表人物之一。

## 經濟思想
作為一名經濟學家，西斯蒙第代表了對當時佔主導地位的正統經濟學的人道主義抗議。在他1803年的著作中，他追隨亞当·斯密；但在他後來的主要經濟學著作《政治經濟學新原理》（Nouveaux principes d'économie politique，1819年）中，他認為，經濟科學太多研究增加財富的手段，而太少研究將財富轉化為幸福的手段。在駁斥當時其他思想家（特別是讓-巴蒂斯特·賽伊和大卫·李嘉图）的觀點時，西斯蒙第對形成充分就業的經濟均衡能夠直接而自發達致的觀點提出了挑戰。他寫道：「讓我們謹防這種危險的均衡理論，它認為均衡是自動形成的。從長遠來看，某種均衡確實是會重新形成的，但這是在經歷了可怕的痛苦之後。」雖然他不是社會主義者，但在抗議自由放任制和呼籲國家「規範財富的進程」的過程中，他是德國經濟歷史學派的一個先驅。
西斯蒙第以研究源於「經濟體系而非其結構的社會後果」的經濟危機而著稱。他的對此解釋在馬克思之前，作了社會中的資產階級和無產階級的不太完全的定義。作為其哲學的關鍵，他認為這些階級劃分是與經濟危機相吻合的，並且沒有將極端的社會改革作為答案，而是主張較為溫和的版本，允許透過限制生產和「普遍盛行的自由競爭」，並允許個人持有私有財產並產生相應收益，使技術進步減緩，從而趕上經濟的發展。
準確而言，他的理論是週期性危機的理論之一，而不是週期本身的理論。因此，它是系統性危機理論的最早的理論家。他的理論由查尔斯·迪诺耶尔採用並發展，他引入了兩個階段之間循環的概念，給出了現代形式的經濟循環。
他作為經濟學家的角色同樣重要。西斯蒙第以歷史學家而聞名。他通常運用經濟思想和歷史背景來解釋過去經濟事件的非理性。
西斯蒙第的總需求的思想也為經濟學做出了巨大貢獻。西斯蒙第觀察英格兰的資本主義工業體系，發現無節制的競爭都導致生產者都增加了各自的產量（由於不知道其他生產者的產量），這隨後迫使雇主降價，而為了降價，他們犧牲了工人的工資。這導致生產過剩和消費不足，因為英格蘭大部分勞動力的工資處於低迷狀態，工人無法負擔他們生產的商品。西斯蒙第認為，提高勞動者的工資，能夠使他們擁有更高的購買力，以購買國民產出並藉此增加需求。
托马斯·索维尔在他的《古典經濟學》（On Classical Economics）一書中為西斯蒙第寫了一章，稱他为「被忽略的先驅」。